# Arrigo Armieri
Arrigo Armieri (Bologna, 6 maggio 1931 – Bologna, 19 giugno 2021) è stato uno scultore italiano.

## Biografia

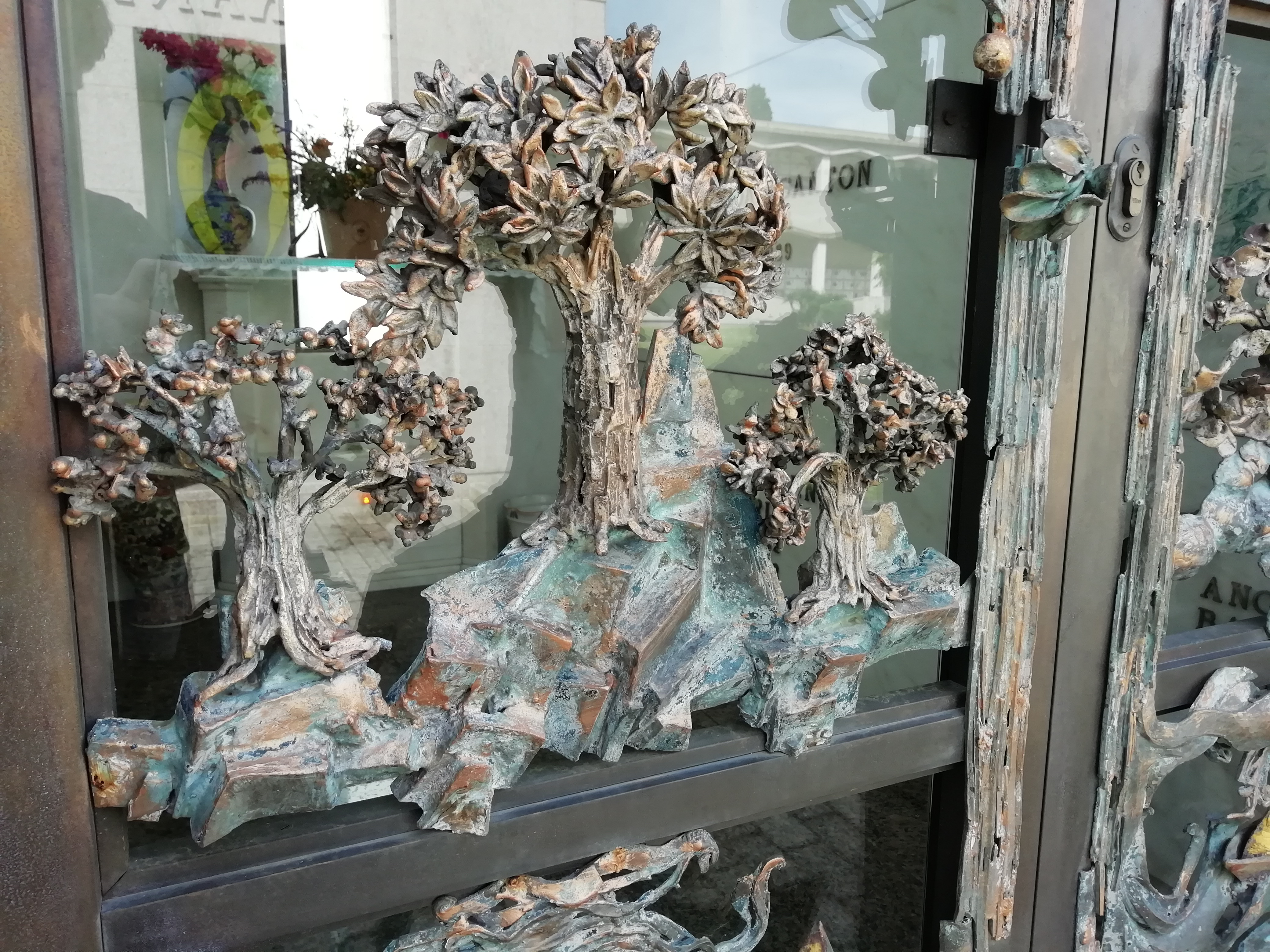
Dettaglio dell'ingresso alla Cappella Dal Canton, Certosa di Bologna

Vincitore della borsa di studio al Collegio Artistico Venturoli nel 1950, Armieri frequentò l'Accademia di Belle Arti di Bologna dove fu allievo di Ercole Drei e Giorgio Morandi. Insegnò scultura negli istituti d'arte di Venezia e Bologna.
Per la chiesa di San Paolo di Ravone progettò due sculture in bronzo raffiguranti gli apostoli, collocate nelle nicchie della facciata nel 2003. Varie opere di Armieri sono presenti nel cimitero monumentale della Certosa di Bologna.